# Svartbukig gök
Svartbukig gök (Piaya melanogaster) är en fågel i familjen gökar inom ordningen gökfåglar.

## Utbredning och systematik
Fågelns utbredningsområde sträcker sig från Guyana och Venezuela till östra Ecuador, Peru och västra Brasilien. Den behandlas som monotypisk, det vill säga att den inte delas in i några underarter.

## Status
IUCN kategoriserar arten som livskraftig.